# Fontanills
Fontanills és un poble d'hàbitat dispers que centrava una antiga comuna actualment unida a Arles, de la comarca del Vallespir, a la Catalunya del Nord. Fou comuna independent des de la Revolució Francesa fins al 1823.
És situada al sud i sud-est d'Arles, a pràcticament tota la riba dreta del Tec.
El territori de la comuna de Fontanills tallava l'actual terme d'Arles en dos. El seu límit nord seguia la riba dreta del Tec, després seguia el termenal amb la comuna de Montferrer a l'oest. Al sud-oest, seguia els territoris aïllats d'Arles de Can Partera i del Pas del Llop. Al sud, vorejava la comuna de Sant Llorenç de Cerdans i a l'est la de Montalbà dels Banys, avui dia unida als Banys d'Arles.
El Tec constituïa el límit nord de la comuna, confrontant amb la d'Arles.

## Urbanisme

### Morfologia urbana

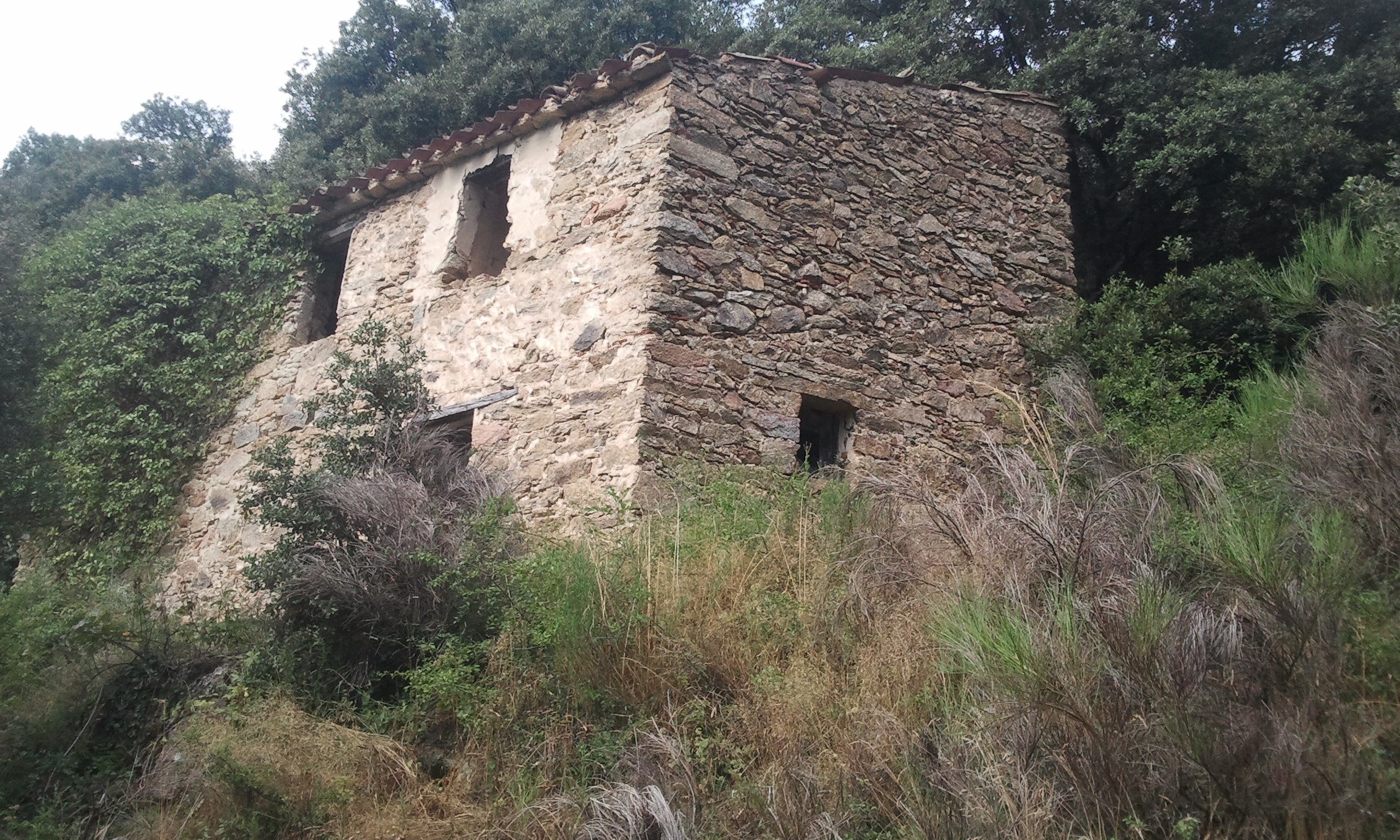
Una de les cases de Fontanils

La comuna de Fontanills comprenia els llocs següents, alguns dels quals són actualment abandonats o en ruïnes:
- La Casa Nova de Sant Germà
- Lo Cortal de Rigall
- Falgars
- La Falgassa
- Fontanills
- El Mas de la Guèrdia
- El Guillat
- El Mas Lleganyós
- El Molí d'Amunt
- El Molí d'en Mossé
- El Molí de Sant Germà
- El Mas d'en Panna
- El Prat del Puig
- El Mas d'en Prats
- La Ria
- Rigall
- El Ripoll
- El Mas de la Santa Creu
- Lo Senyoral
- El Mas Torrent
- La Torre de Falgars
- La Torre de Fontanills
- Lo Ventós

## Etimologia

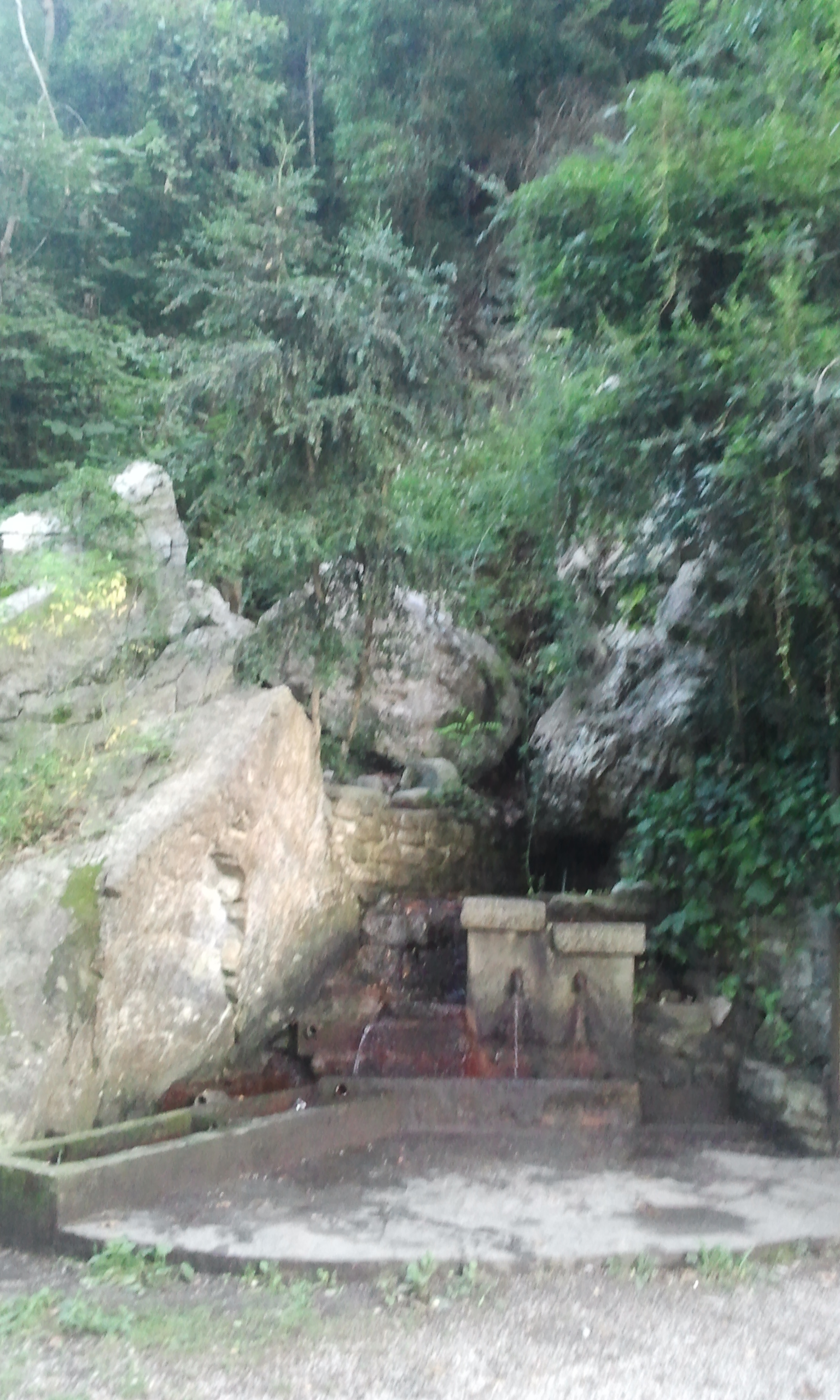
Font dels Boixos à Fontanils

Fontanills és un diminutiu plural de font.

## Història
La comuna de Fontanills fou unida a Arles el 10 de març del 1823.

## Administració i política

### Cantó
El 1790, la comuna de Fontanills fou inclosa en el nou cantó d'Arles, del qual va formar part fins a la creació del Cantó del Canigó, el 2015, juntament amb Arles.

## Demografia
La població s'expressa en nombre de focs (f) o d'habitants (h).
| 8 f | 9 f | 10 f | 10 f | 23 f | 109 h | 20 f | 16 f | 101 h | 98 h | 21 h | 93 h | 93 h | 78 h | 105 h |

Font: Pélissier, 1986.
Nota: A partir del 1826, els habitants de Fontanills són incorporats al cens d'Arles.

## Cultura local i patrimoni

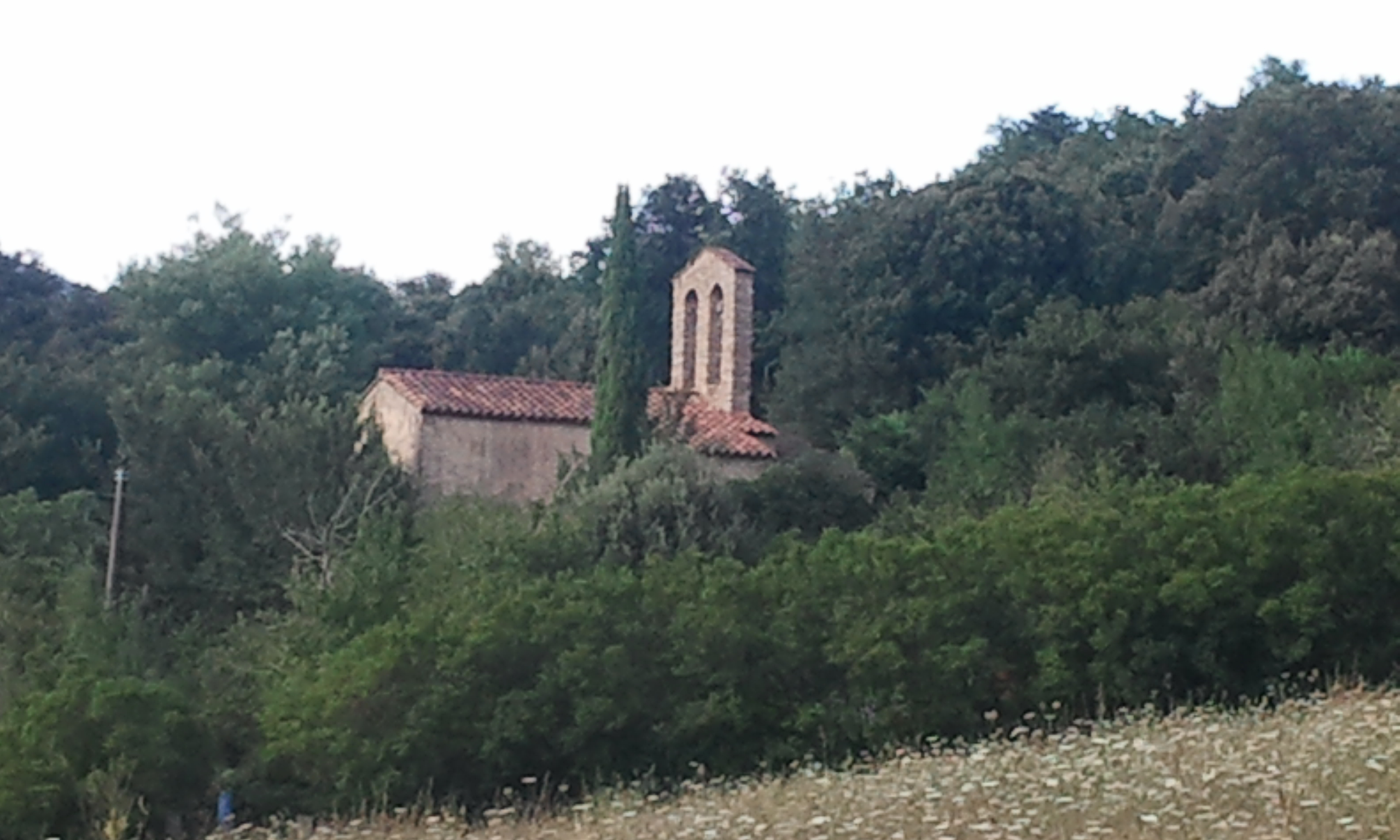
La Santa Creu de Quercorb

- La Santa Creu de Quercorb[2]